# Романенко Євген Олександрович
Євге́н Олекса́ндрович Романе́нко (нар. 1978) — український вчений, Заслужений юрист України.

## Освіта
Вища. У 2000 році закінчив Київський державний торговельно-економічний університет за спеціальністю «Правознавство» У 2002 році — магістратуру Української академії державного управління при Президентові України та Університет північного Лондона (Велика Британія) за спеціальністю «Державне управління» У 2005 році — магістратуру Національної академії управління за спеціальністю «Правознавство» У 2012 році — магістратуру Міжрегіональної академії управління персоналом та SIC-Academy (Велика Британія) за спеціальністю «Бізнес адміністрування» У 2019 — магістратуру Міжрегіональної академії управління персоналом за спеціальністю «Психологія», а в 2021 році магістратуру за спеціальністю «Будівельний менеджмент».

## Науковий ступінь, вчене звання
Доктор наук з державного управління — 2015 р. МОН України.
Професор — 2016 р. МОН України. Академік Української технологічної академії. Академік Міжнародної Кадрової Академії. Академік Академії наук публічного управління. Академік Академії наук вищої школи України. Почесний член Академії національної безпеки України. Почесний доктор наук Національного інституту економічних досліджень Грузії.

## Нагороди та відзнаки
Заслужений юрист України. Відзнака Президента України «За гуманітарну участь в АТО» та державний орден Данила Галицького.
Також відзначений орденом преподобних Антонія і Феодосія Печерських І ступеня, повний кавалер ордена Рівноапостольного Князя Володимира, орденом Преподобного Нестора Літописця ІІІ ступеня, орденом Преподобного Іллі Муромця ІІ ступеня, орденом Різдво Христове ІІ ступеня УПЦ МП;
Повний кавалер ордена Рівноапостольного Князя Володимира, нагороджений орденом Святого Архістратига Михаїла, орденом Христа Спасителя, орденом Святого Юрія Переможця, орденом Святого Миколая Чудотворця та орденом Святих Кирила і Мефодія УПЦ КП.
Має нагороди міжнародної громадської організації «Козацтво Запорозьке»: Золота зірка «Герой Козацтва», орден Гетьман Петро Сагайдачний, орден Гетьман Байда-Вишнивецький ІІ ступеня, орден Покрова ІІ ступеня, срібну медаль «Захиснику Державності» та медалі «IV Велика рада Козацтва Запорозького» і «60-річчя отамана маршала Дмитра Сагайдака».
Лауреат премії Президента України для молодих вчених 2017 року за роботу «Маркетинг у механізмах державного управління»
Лауреат Премії імені Івана Франка в галузі інформаційної діяльності, лауреат Всеукраїнської премії «Інновації в освіті-2018».

## Трудова діяльність
1995—1996 рр. — юрист ПП «Скорпіо & Ко»;
1996—1997 рр. — юрист ТОВ «Агропромінвест»;
1998—1999 рр. — юрист соціальної служби для молоді та підлітків Подільського районної державної адміністрації м. Києва;
1999—2000 рр. — начальник юридичного відділу Київської міської спілки захисту прав споживачів;
2000—2001 рр. — юрист управління охорони пам'яток історії, культури та історичного середовища Київської міської державної адміністрації;
2002—2003 рр. — начальник відділу договірної роботи юридичного управління Державної судової адміністрації України;
2003—2005 рр. — начальник управління справами Державної комісії з регулювання ринків фінансових послуг України;
2005—2005 рр. — начальник управління правового забезпечення Державної іпотечної установи Кабінету Міністрів України;
2005—2006 рр. — начальник відділу забезпечення роботи судової палати з розгляду справ за зверненнями фізичних осіб Вищого адміністративного суду України.
2006—2010 рр. — голова Подільської районної у м. Києві ради та державної адміністрації.
2010—2011 рр. — професор кафедри адміністративного та медичного менеджменту Міжрегіональної академії управління персоналом.
2011—2012 рр. — директор Державного підприємства «Укрекоресурси» Кабінету Міністрів України.
Листопад 2012 вступив в докторантуру Національної академії державного управління при Президентові України.
2013—2014 рр. — радник Голови Верховної Ради України.
2014—2015 рр. — начальник управління державного архітектурно-будівельного контролю і нагляду Державної архітектурно-будівельної інспекції України.
2015—2018 рр. — завідувач кафедри публічного адміністрування Міжрегіональної академії управління персоналом.
2018 -15 лютого 2021 р. — проректор, професор  Міжрегіональної академії управління персоналом.
травень 2021 — до теперішнього часу — проректор з наукової роботи Національного авіаційного університету.
З травня 2020 — голова вченої ради НАУ з правом розгляду та захисту дисертацій.
15 лютого 2021 р. по теперішній час — Президент Громадської наукової організації «Всеукраїнська асамблея докторів наук з державного управління».
2017 — 15 травня 2021 голова вченої ради МАУП з правом розгляду та захисту дисертацій.
2017—2019 член Спеціалізованої вченої ради Інституту законодавства Верховної Ради України.
2021 - до даного часу Голова Спеціалізованої вченої ради Національного авіаційного університету.
Експерт Національного агентства із забезпечення якості вищої освіти з акредитації освітніх програм з публічного управління та адміністрування. Член об'єднаної Конкурсної комісії з присудження Премії Верховної Ради України молодим ученим та іменних стипендій Верховної Ради України для молодих учених-докторів наук.
Засновник та керівник Наукової школи професора Євгена Романенка, під його особистим науковим керівництвом захистили дисертації 7 докторів наук та 16 кандидатів наук з державного управління.
Головний редактор електронного наукового фахового журналу «Публічне адміністрування та національна безпека», член редакційних колегій журналів «Соціологія права», «Стратегія і тактика державного управління», «Науковий вісник: державне управління», «Бюлетень Національної служби посередництва і примирення», «Innovative economics and management» (Грузія), «International journal of legal studies» (Польща), «Legal and Social Studies» (Польща) та «International Journal of New Economics, Public Administration and Law» (Польща), «PR и СМИ в Казахстане» (Казахстан). Член Національної спілки журналістів України з 2005 року.
Адвокат. Арбітр Національної служби посередництва і примирення, керівник Інформаційно-консультаційного центру Національної служби посередництва і примирення в м. Києві і Київській області. Радник Голови Державного космічного агентства України 2017—2019 рр. Член Громадської ради при виконавчому органі Київської міської ради-КМДА та Громадської ради при Державного агентстві автомобільних доріг України. Позаштатний консультант Комітету  Верховної ради України з питань організації державної влади, місцевого самоврядування, регіонального розвитку та містобудування. Державний службовець 3 рангу.
З 03.03.2022 - до даного часу добровільно мобілізований до лав Збройних Сил України, військовослужбовець, полковник, учасник бойових дій.

## Особисте життя
Одружений, виховує трьох синів.